# Teczyna wyniosła
Teczyna wyniosła, dąb indyjski, drzewo tekowe (Tectona grandis L.) – gatunek drzewa z rodziny jasnotowatych. Występuje na wyspach Reunion, Guam, Fidżi, Półwyspie Indyjskim, w Indochinach, Malezji. 

## Morfologia
PokrójLiściaste drzewo dorastające do 40 m wysokości.
LiścieOkazałe, duże kształtu jajowatego lub eliptycznego, ostro zakończone.
KwiatDrobny i wonny.
OwocSzary pestkowiec wielkością zbliżony do orzecha laskowego

## Zastosowanie
Drewno w kolorze żółto-brązowym. Jest trwałe, odporne na działanie wody. Używane jest w budownictwie okrętowym, przy budowie wagonów kolejowych. Jako odporne na działanie kwasów wykorzystywane jest do budowy skrzynek do akumulatorów.

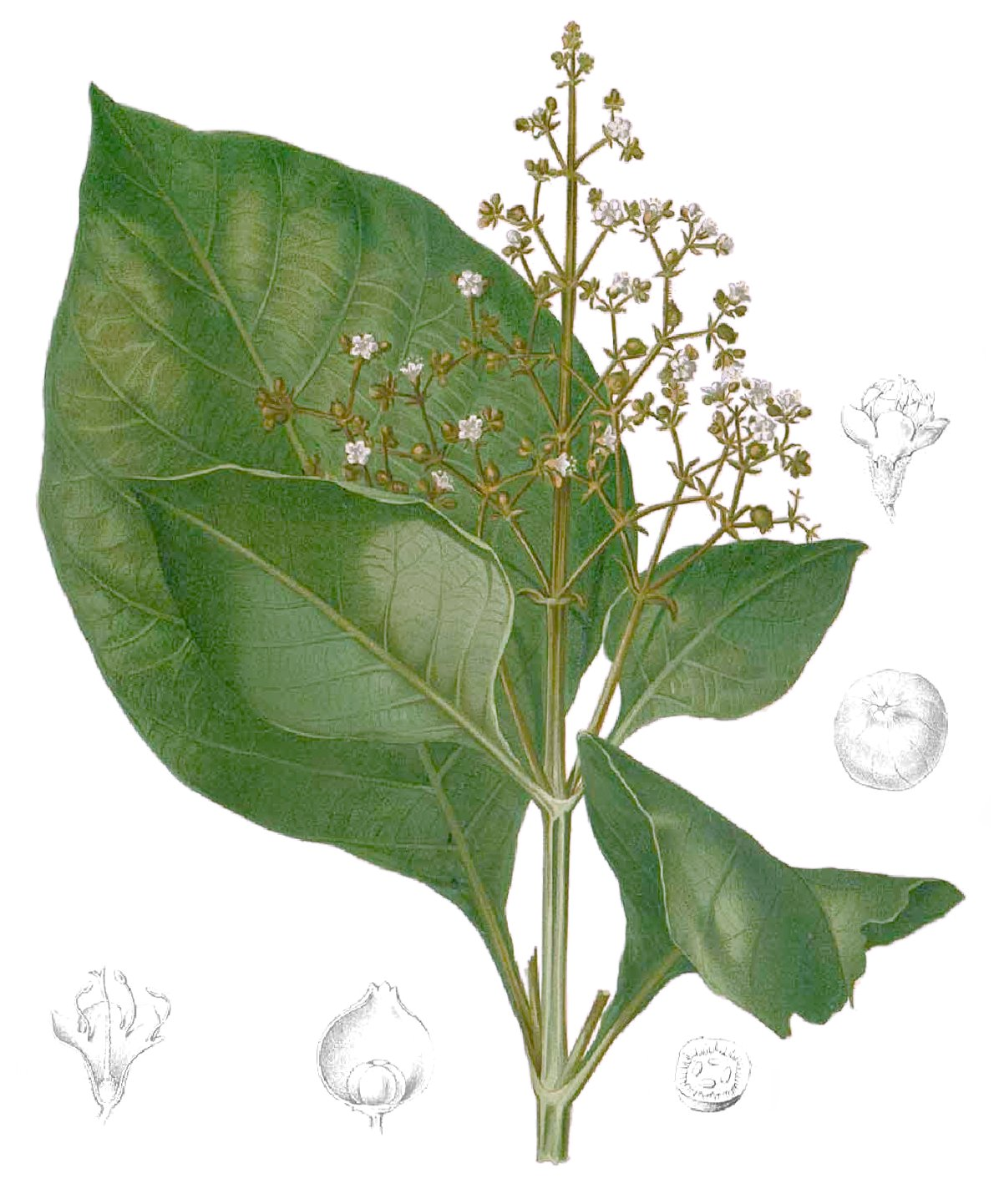
Morfologia